# ヴァルター・ルフト

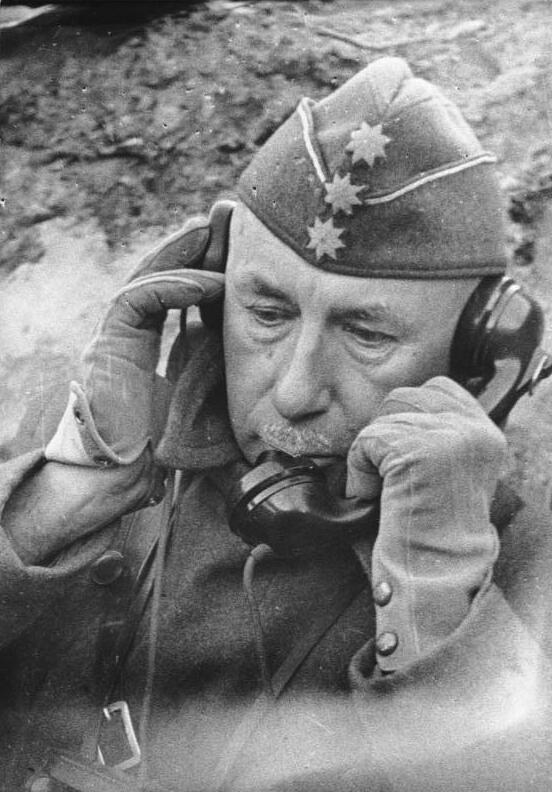
スペインで戦うルフト（1939年3月撮影）

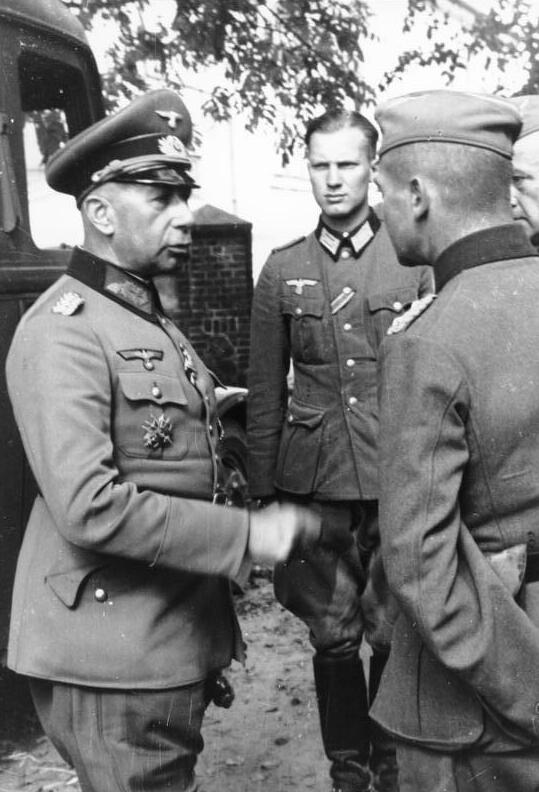
ポーランド戦線にて将校と会話するルフト。（1941年）

ヴァルター・ルフト（Walther Lucht、1882年2月26日 - 1949年3月18日）は、ドイツの陸軍軍人。最終階級は砲兵大将（ドイツ国防軍）。

## 経歴
1882年、ベルリンにて生を受ける。1901年夏、アビトゥーア試験に合格したルフトは軍人の道を選び、士官候補生(Fahnenjunker)として第1（東プロイセン）「フォン・リンゲル」徒歩砲兵連隊(Fußartillerie-Regiment „von Linger“ (Ostpreußisches) Nr. 1)に配属される。1902年10月18日、少尉(Leutnant)に昇進。1907年から1910年までは大隊付副官(Bataillonsadjutant)として勤務する。1911年10月18日、中尉(Oberleutnant)に昇進。以後は第8砲兵中隊(8. Batterie)にて勤務する。第一次世界大戦が始まると、彼は一時ベルリンのプロイセン陸軍大学に送られるが、まもなく連隊に復帰し前線にて砲兵中隊長として勤務した。1914年9月4日、大尉(Hauptmann)に昇進。その後は参謀将校として参謀本部勤務や大隊長勤務などについた。
敗戦後も共和国軍に残留し、第2（プロイセン）砲兵連隊(2. (Preußisches) Artillerie-Regiment)に勤務する。1921年10月1日、国軍省に移り、1924年まで陸軍輸送局(Heerestransportabteilung)に勤務した。1925年12月1日、少佐(Major)に昇進。同年以降は第7（バイエルン）師団(7. (Bayerische) Division)に移り、1927年まで第1集団司令部(Gruppenkommandos 1)の参謀として勤務した。1929年、グローガウの地区司令官(Standortkommandant)に任命される。1930年4月1日、中佐(Oberstleutnant)に昇進。1932年3月31日、退役。
退役から4年後の1936年、軍拡の決定を受け陸軍に復帰。1937年10月から1939年夏まで、コンドル軍団付砲兵隊の指揮を執る。1938年6月1日までに大佐(Oberst)となり、1939年9月1日には第215砲兵連隊(Artillerieregiment 215)の連隊長に任命される。1940年2月6日、第40砲兵司令官(Artilleriekommandeur 40)に任命され、2月17日には少将(Generalmajor)に昇進している。同年夏には1939年版鉄十字章略章を受章している。その後、第310高等砲兵司令官(Höherer Artilleriekommandeur 310)を経て1942年2月17日より第336歩兵師団長に任命され、この頃にドイツ十字章金章を受章している。
1942年11月1日、中将(Generalleutnant)に昇進。1943年1月30日、第366師団によるドン川方面の防衛に関する戦功により、騎士鉄十字章を受章。1943年7月22日、ケルチ海峡方面の指揮官に任命される。1943年10月1日、砲兵大将(General der Artillerie)に昇進。1943年11月1日、第66軍団(LXVI. Armeekorps)司令官に就任。1945年1月9日、アルデンヌ攻勢での戦功から騎士鉄十字章に柏葉章が付される。
1945年3月初頭、ルフトはルール包囲戦の只中にいたが、100人程度の将兵を率いて脱出に成功している。1945年4月、第11軍司令に就任。第11軍は敗戦までハルツ要塞に立てこもっていた。敗戦後、ブランケンブルクにてアメリカ軍に投降する。
1948年には捕虜収容所から釈放されるが、その1年後には交通事故で死去した。

## 受章
- 一級・二級鉄十字章（1914年版）[1]
- ハンザ十字章（ドイツ語版）ハンブルク章[1]
- 戦争章付三級オーストリア戦功十字章（ドイツ語版）[1]
- 四級から一級国防軍勤続章
- 剣付スペイン十字章金章
- スペイン内戦従軍記章（ドイツ語版）
- 戦功十字章(Cruz de Guerra de España)
- 一級・二級鉄十字章略章（1939年版）
- 剣付ハンガリー功労章（ドイツ語版）指揮官級
- イタリア王冠勲章（ドイツ語版）指揮官級
- ドイツ十字章金章 - 1942年3月12日受章[2]。
- 東部戦線従軍記章
- 柏葉付騎士鉄十字章 [2]
  - 騎士鉄十字章 - 1943年1月30日受章
  - 柏葉章 - 1945年1月9日受章（691人目の受章者）。